# Weddellomyces epicallopisma
Weddellomyces epicallopisma is een korstmosparasiet behorend tot de familie Dacampiaceae. Hij parasiteert op gelobde citroenkorst (Variospora flavescens).

## Kenmerken
De zwarte bolvormige of kegelvormige perithecia barsten door de gastheerthallus, de corticale lagen van de gastheer splitsten en vaak teruggebogen. De asci zijn (6-)8 sporig. De ascosporen zijn 2-3(-5) septaat, goudbruin en duidelijk korrelig-verruculeus en meten 24-31 x 9,5(-12) µm.

## Verspreiding
In Nederland komt Weddellomyces epicallopisma zeldzaam voor. 